# Iglesia de San Miguel Arcángel (Binarowa)
 La iglesia de San Miguel Arcángel es una iglesia gótica de madera ubicada en el pueblo de Binarowa (Polonia) del siglo XV, que junto con diferentes iglesias, se designa como parte de las Iglesias de Madera de la Pequeña Polonia de la UNESCO

## Historia
Un documento de 1415 habla de la existencia de una iglesia parroquial de madera en Binarowa, reconocido por Jan Długosz entre el tercera y cuarta parte del siglo XV. La iglesia actual fue construida alrededor de 1500. La fecha de la consagración de la iglesia sigue siendo desconocida. En los siglos siguientes se llevaron a cabo una serie de obras de renovación para mantener la iglesia en su mejor estado: 
- En 1596 se construyó una torre de la nave .
- En la primera mitad del siglo XVI, el interior de la iglesia estaba casi completamente decorada en policromía .
- Entre 1602 y 1608, en la iglesia se había construido un campanario .[1]
- Entre 1641 y 1650, se hizo una gran reconstrucción de la iglesia, y se añadió una pintura de los Ángeles Guardianes a la nave La torre recibió una nueva cubierta, se reconstruyó el matroneo, se ampliaron las aberturas de las ventanas y se realizó una nueva policromía para decorar los muros.
- En 1844 una renovación extensa de la iglesia incluyó la remoción y el soboty (socavado de madera sostenido por pilares), que fueron construidos antes de 1601. Los muebles fueron reemplazados.[2]
- Entre 1890 y 1908, la estructura débil de la iglesia fue asegurada (la tejuela de madera fue reemplazada por estaño), las paredes de tejas de madera fueron reemplazadas por tablones y las columnas fueron colocadas en la nave.[2]
- Entre 1953 y 1956, la iglesia fue renovada.
- En la década de 1990, la iglesia fue restaurada a su estructura original, con el estaño del techo reemplazado por tejas de madera.
- Entre 2010 y 2012, la iglesia fue renovada, restaurando la iglesia después del daño causado en las inundaciones de 2010.[3]